# The Dragon on the Border
The Dragon on the Border este un roman fantastic din 1992 scris de Gordon R. Dickson, al treilea roman din Seria Dragon Knight, serie care prezintă povestea lui Jim Eckert, un om modern care este aruncat din prezent în Anglia medievală, o lume alternativă în care magia este reală și mortală. În The Dragon on the Border este prezentată o invazie de Hollow Men --spirite ale morților care locuiesc în armuri-- care amenință granița de nord a Angliei. Sarcina de a învinge răul revine încă o dată lui Jim Eckert.

## Povestea
Jim Eckert și prietenii săi, Sir Brian și Stăpânul Archer Dafydd, călătoresc spre Northumbria pentru a spune familiei de Mer de moartea eroică a lui Giles de Mer în Franța (cartea #2, The Dragon Knight)). Înainte de a ajunge la castelul familiei de Mer, grupul lui Jim este atacat de spiritele fantomatice numite Hollow Men. Jim, Brian și Dafydd se apară cu ușurință de fantome și ajung în castel unde-l găsesc pe Giles bine-mersi în viață.
Cu toate acestea, grupul află în curând de o alianță între conducătorii Scoției și Franței: Scoția va mitui spiritele malefice pentru a ataca Anglia, o armată de neînvins (fiecare Hollow Man se reîntoarce la viață la două zile după ce a fost ucis, atâta timp cât un Hollow Man mai rămâne în viață pe Pământ) care va răspândi frica în fața lor, după care forțele scoțiene și franceze vor cuceri Anglia. Jim, cu ajutorul prietenilor săi, a magiei sale și a familiei de Mer luptă pentru a preveni invazia spiritelor, ajutat și de un scoțian și de un criptic lup din Northumbria. Pentru a face acest lucru, Jim trebuie să-și folosească noile sale puteri magice pentru a se deghiza ca ambasador scoțian și să păcălească astfel toate spiritele Hollow Men să apară într-un singur loc pentru a le elimina odată pentru totdeauna. Dar pentru a face acest lucru, Jim trebuie să convingă cavalerii din Northumbria să lucreze împreună cu enigmaticii Little Men pentru a construi o forță de luptă suficient de puternică pentru a distruge toate spiritele Hollow Men. Dar între cele două grupuri (oameni și pitici) există o dușmănie veche de secole, astfel încât Little Men refuză să aibă încredere în orice om până când Archer Dafydd le dezvăluie secretul său și anume că aparține familiei regale.